# Wojciech Kuderski
Wojciech Kuderski, znany również jako Lala (ur. 9 listopada 1972 w Mysłowicach) – polski perkusista i wokalista. Członek Akademii Fonograficznej ZPAV.
W 1992 roku dołączył do zespołu Myslovitz, grał również w zespole Lenny Valentino, a obecnie wraz z Mietallem Walusiem w zespole Penny Lane. W 2006 roku Lala zdecydował się na kandydowanie do Rady Miasta Mysłowice (z ramienia komitetu „Nowe Mysłowice”). 12 listopada w wyborach samorządowych uzyskał 192 głosy, dzięki nim został radnym Mysłowic.